# CrossFit
CrossFit je blagovna znamka športne vadbe, ki jo je ustvaril Greg Glassman. Je registrirana blagovna znamka družbe CrossFit, Inc., ki sta jo leta 2000 ustanovila Glassman in Lauren Jenai.
Vadba se izvaja v številnih telovadnicah po celem svetu, ki za izvajanje vadbe pod omenjeno blagovno znamko morajo upoštevati določena pravila, vaditelji pa pridobiti ustrezno znanje. Vadba je najbolj popularna v Združenih državah Amerike, v Sloveniji pa je v zadnjih letih (od leta 2012 naprej), zelo povečalo število telovadnic. Elemente crossfit vadbe v svoje treninge vključujejo številni posamzniki.
CrossFit je filozofija telesne vadbe, ki vključuje elemente iz visoko intenzivnih intervalnih treningov, olimpijskega dvigovanja uteži, pliometrije, powerliftinga, gimnastike, dvigovanja kroglastih uteži z ročajem (kettlebell lifitinga), kalistenike (vaje z lastno telesno težo), strongmana in drugih vaj. CrossFit se je uveljavil tudi kot tekmovalni fitnes šport na regionalni, državni, evropski in svetovni ravni. Na ta tekmovanja se lahko vključijo tako amateriji, kot tudi profesionalci. Treningi Crossfita krepijo moč in kondicijo, zanje je značilno raznoliko funkcionalno gibanje, ki se izvaja z visoko intenzivnostjo v daljših ali krajših časovnih razmikih in vključuje različne mišične skupine, zato ga uoporabljajo tudi v različnih šprotih.
CrossFit pa je velikokrat deležen kritik, saj so mnogi mnenja, da naj bi pri ljudeh povzročal nepotrebne poškodbe in prekomerni napor mišic, ki bi lahko bil življenjsko nevaren za razgradnjo le-teh zaradi prekomerne telesne utrujenosti.